# ميشيل كلارك
ميشيل كلارك (بالإنجليزية: Michele Clarke)‏ هي لاعبة كرة قدم نيوزيلندية، ولدت في 6 سبتمبر 1982 في نيوزيلندا. شاركت مع منتخب نيوزيلندا لكرة القدم للسيدات.

## وصلات خارجية
- ميشيل كلارك على موقع الاتحاد الدولي (مؤرشف)  (الإنجليزية)
- ميشيل كلارك على موقع قاعدة بيانات كرة القدم.إي يو (الإنجليزية)